# An die Parzen (Hölderlin)
An die Parzen ist der Titel einer Ode von Friedrich Hölderlin, die während seiner Zeit in Frankfurt am Main entstand. Herausgegeben von Christian Ludwig Neuffer erschien sie neben 13 weiteren kurzen Gedichten im Taschenbuch für Frauenzimmer von Bildung auf das Jahr 1799.
Hölderlin beschwört die drei Schicksalsgöttinnen Klotho, Lachesis und Atropos und bittet sie, ihm die Zeit zu gönnen, die notwendig ist, um seine Dichtung zu vollenden.
Das dreistrophige Werk hat alkäisches Versmaß und gehört zu den Kurzoden, die Hölderlin von Januar 1796 bis in den Sommer 1798 in Frankfurt schrieb. Es sind bündige und epigrammatische Werke, die seine Meisterschaft in dieser Form dokumentieren.

## Inhalt
Die drei Strophen lauten:

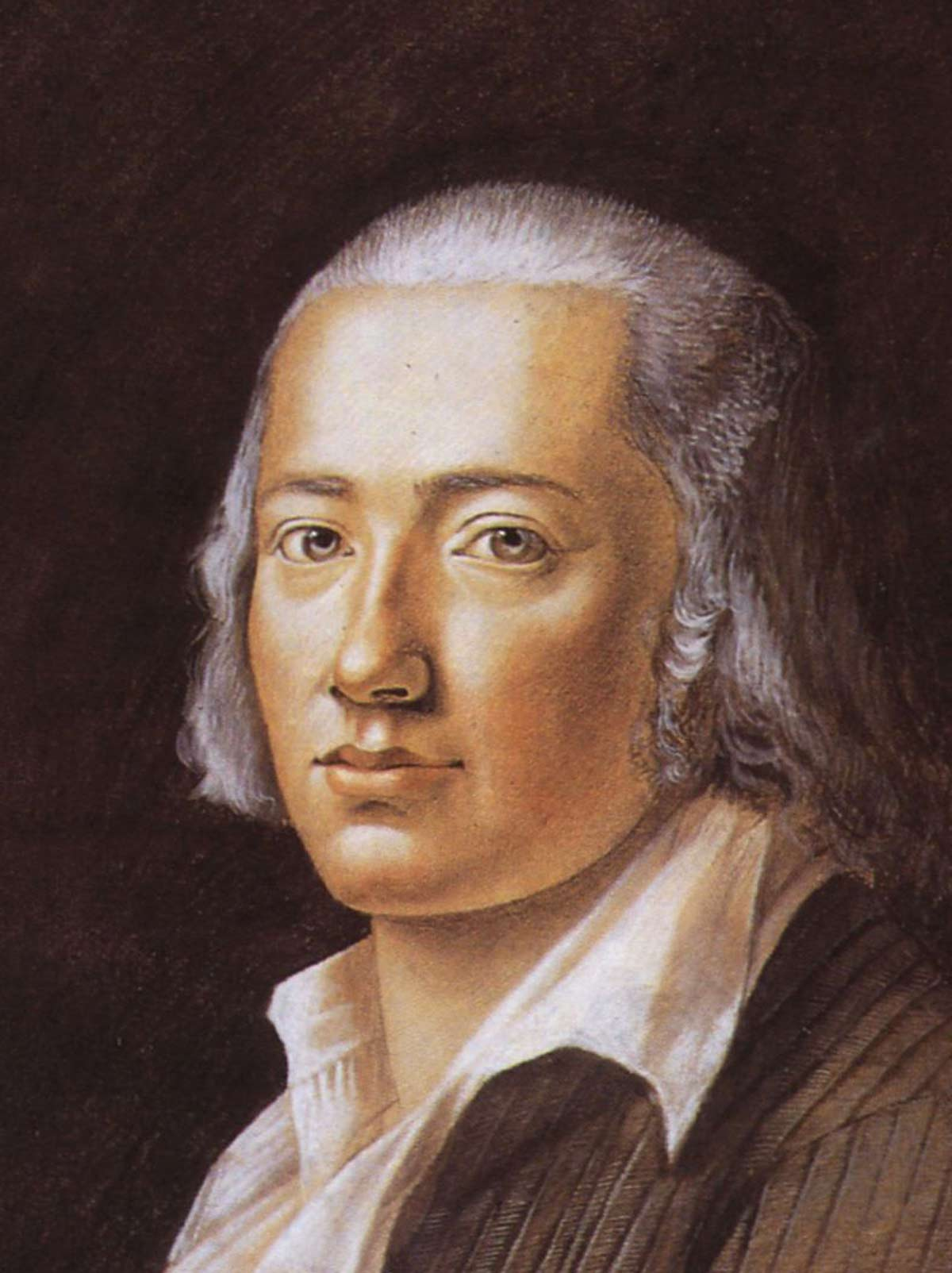
Friedrich Hölderlin, Pastell von Franz Karl Hiemer, 1792

Nur Einen Sommer gönnt, ihr Gewaltigen!

Und einen Herbst zu reifem Gesange mir,

Daß williger mein Herz, vom süßen

Spiele gesättiget, dann mir sterbe.

Die Seele, der im Leben ihr göttlich Recht

Nicht ward, sie ruht auch drunten im Orkus nicht;

Doch ist mir einst das Heil’ge, das am

Herzen mir liegt, das Gedicht, gelungen,

Willkommen dann, o Stille der Schattenwelt!

Zufrieden bin ich, wenn auch mein Saitenspiel

Mich nicht hinab geleitet; Einmal

Lebt ich, wie Götter, und mehr bedarfs nicht.

## Hintergrund und Einzelheiten
Odendichtungen finden sich in allen Schaffensphasen Hölderlins und gelten, was die Verwendung antiker Strophenformen betrifft, als Höhepunkt dieser Gattung im deutschsprachigen Raum. Nach der Veröffentlichung zahlreicher Werke ab 1799 wurden die Zeitgenossen zunehmend auf ihn aufmerksam.
Nach einer ersten Phase zwischen 1786 und 1789 in Maulbronn und Tübingen, in der es zu keiner Veröffentlichung kam, beschäftigte Hölderlin sich während seiner Frankfurter Zeit erneut mit dieser Gattung und verfasste überwiegend epigrammatische Kurzoden mit nur zwei oder drei Strophen. Auf diese Weise setzte er sich von der unmittelbar vorhergehenden Phase der gereimten Hymnen ab und disziplinierte sich zur konzisen Diktion und bündig treffenden Formulierung.
Auch Empfehlungen einflussreicher Dichterpersönlichkeiten beeinflussten diese Entwicklung. So riet ihm Goethe, „kleine Gedichte zu machen und sich zu jedem einen menschlich interessanten Gegenstand zu wählen“, während Friedrich Schiller, der ebenfalls ein Gedicht an die Parzen verfasst hatte, ihm in einem Brief vom 24. November 1796 vorschlug, die „Nüchternheit in der Begeisterung“ nicht zu verlieren und Weitschweifigkeit zu vermeiden.
Dass die Kürze der Oden durchaus programmatisch ist, lassen Titel und Inhalt der Frankfurter Ode Die Kürze erkennen. Einige der Kurzoden erweiterte Hölderlin später. So baute er das zweistrophige Gedicht An die Deutschen zu einem zwölfstrophigen Werk aus.

## Entstehung
Hölderlin schickte die Druckvorlagen zu 18 Kurzgedichten (von dieser Ode bis zu Sonnenuntergang) im Juni und August 1798 an Neuffer. Vier der von ihm selbst als „Gedichtchen“ bezeichneten Werke (Stimme des Volks, Menschenbeifall, Die scheinheiligen Dichter und Sonnenuntergang) veröffentlichte Neuffer erst ein Jahr später.
Die Publikation der Kurzoden führte zu einer ersten Anerkennung eines bedeutenden Kritikers. So schrieb August Wilhelm Schlegel in einer Ausgabe der Jenaischen Allgemeinen Literatur-Zeitung, man könne den sonstigen Inhalt des Almanachs „fast nur auf Beiträge von Hölderlin einschränken“, die „voll Geist und Seele“ seien. Die Gedichte An die Parzen sowie An die Deutschen ließen darauf schließen, „daß der Verfasser ein Gedicht von größerem Umfang mit sich umherträgt“, ein Unterfangen, für das er ihm „von Herzen jede äußere Begünstigung“ wünsche.
In einem Brief an seine Mutter vom März 1799 erwähnte Hölderlin die Worte Schlegels, die auf ein anderes Werk anspielten, mit dem er sich gerade befasste. Hierbei dürfte es sich um das Fragment Der Tod des Empedokles gehandelt haben.

## Wirkung und Interpretation
In Theodor Fontanes erstem Roman Vor dem Sturm hat die Ode An die Parzen leitmotivische Funktion und wird mit wichtigen Themen und Handlungsabläufen verknüpft, mit Liebe, Poesie und Patriotismus. Wie Rolf Zuberbühler in Fontane und Hölderlin darlegt, liefert sie dem Erstlingswerk Fontanes somit den Grundgedanken: Es komme nicht auf ein langes, sondern ein erfülltes, im Dienste einer Idee stehendes Leben an.
Das Gedicht wurde mehrfach vertont. Zu den Komponisten gehören Paul Hindemith, Wolfgang Fortner, Walter Braunfels und Emil Mattiesen. Hermann Reutter wählte es für seine Drei Gesänge nach Gedichten von Friedrich Hölderlin op. 56, Josef Matthias Hauer für seine Hölderlin-Lieder op. 23.
Für Marcel Reich-Ranicki gehört das Werk zu den Wundern in deutscher Sprache. Das Pathos lasse sich nicht überbieten, sei aber weder laut noch aufdringlich, Gefühl und Gedanken bildeten eine vollkommene Einheit, die Harmonie in Ton und Bild sei verwirklicht. Die Ode sei, wie viele Werke Hölderlins, ein Gebet mit eschatologischer Grundstimmung. Wie seinen Gedanken über die Liebe liege auch seiner Idee vom Dichter „das Bewußtsein von den letzten Dingen zugrunde.“ Wem der Gesang gelungen ist, kann sich, so Reich-Ranicki, mit seiner Vergänglichkeit abfinden und ruhig sterben. Die Nichtexistenz – die Stille der Schattenwelt – ist willkommen. Obwohl die Kunst im Orcus nicht existiert oder wahrnehmbar ist, wird der Dichter in dieser Welt einmal noch zufrieden sein, da er einmal lebte wie die Götter. Wem das Heilige, das vollendete Gedicht gelingt, gleicht einem Gotte. Einzig die Kunst, der die Seele ihre göttliche Existenz verdanke, könne das irdische Dasein erträglich machen.
Arno Schmidt zitiert aus der Ode am Ende von Die Gelehrtenrepublik – vermutlich nach der im Jahr 1945 um ein Vorwort bereinigten Ausgabe Will Vespers: „Einmal lebt’ ich wie Götter, und mehr bedarf’s nicht“, wenn der Protagonist Winer, noch entsetzt über die auf der künstlichen Insel durchgeführten Menschenexperimente, in seine „usamerikanische“ Heimat zurückkehrt.